# Корсиканські гірські широколистяні та мішані ліси
Корсиканські гірські широколистяні та мішані ліси (ідентифікатор WWF: PA1204) — палеарктичний екорегіон середземноморських лісів та чагарників, розташований на острові Корсика. Регіон охоплює високогірні райони в центральній частині острова.

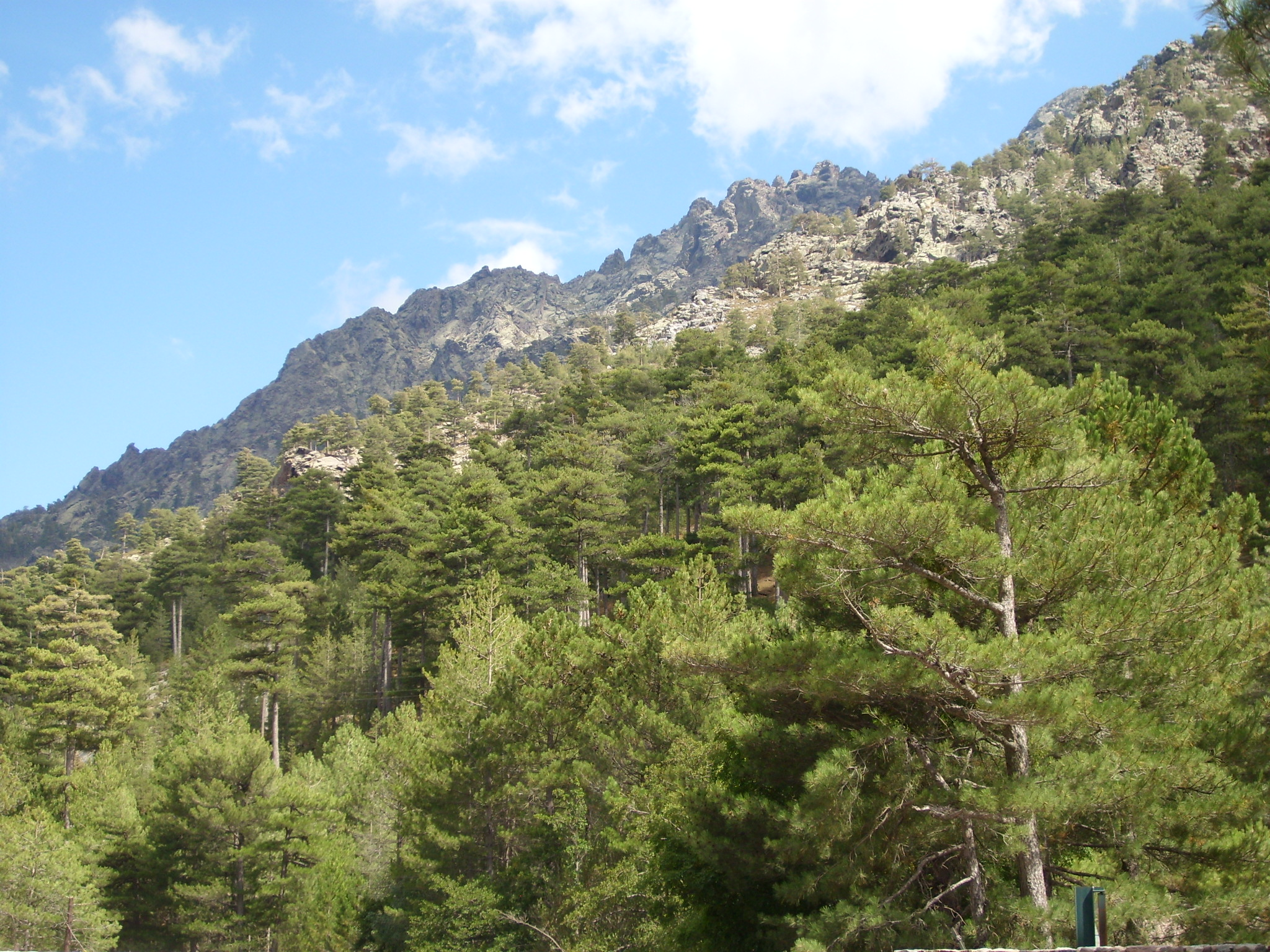
Долина Аско на північному заході Корсики

## Географія
Екорегіон корсиканських гірських широколистяних та мішаних лісів поширений на невеликій території, обмежений високими та стрімкими гірськими масивами острова Корсика площею 8748 км² в Середземному морі. Він займає площу 3634 км², що становить приблизно 40 % площі острова. На нижчих висотах гірські ліси переходять у склерофільні та мішані тірренсько-адріатичні ліси.
Корсиканські гори належать до альпійського орогенного поясу і вирізняються дуже складним літологічним складом і рельєфом. Переважають кристалічні породи: граніти, ріоліти, гнейси, кварцити, сланці. На високих вершинах Інкудінського масиву (2136 м) численні льодовикові форми рельєфу. Мезозойські породи, головним чином вапняки, зустрічаються рідко на невеликих і розрізнених ділянках.

## Клімат
Кліматично екорегіон характеризується різким висотним градієнтом, від теплих і сухих долин (де середньорічна температура становить близько 14-17 °C) до холодних і вологих вершин (де середньорічна температура становить близько 9-13 °C). На вершинах і північних схилах найвищих гірських масивів (Монте-Чинто висотою 2710 м і Монте-Ротондо висотою 2625 м) виникає «євросибірський» альпійський тип клімату, який характеризується суворими зимами, частими снігопадами та відсутністю літнього посушливого періоду.

## Флора
Широкий висотний діапазон екорегіону призвів до формування різних лісових угруповань, які відрізняються залежно від висоти та експозиції. 
На низьких висотах над рівнем моря ростуть вічнозелені склерофітні дубові ліси, основу яких складають кам'яні дуби (Quercus ilex) та коркові дуби (Quercus suber). На середніх висотах переважають мезофільні соснові ліси, основу яких складають приморські сосни (Pinus pinaster). Подекуди, зокрема в горах регіону Кастаньїчча на північному сході острова, трапляються мішані листопадні ліси, де ростуть пухнасті дуби (Quercus pubescens), скельні дуби (Quercus petraea), звичайні дуби (Quercus robur), звичайні хмелеграби (Ostrya carpinifolia), серцеподібні вільхи (Alnus cordata) та їстівні каштани (Castanea sativa).
Для найвищих гірських вершин типовим є різкий градієнт у зміні рослинних угруповань з півночі на південь. На тепліших південних схилах, де панує холодний, вологий підтип середземноморського клімату (Csc за класифікацією кліматів Кеппена) переважають ліси корсиканського підвиду чорної сосни (Pinus nigra subsp. salzmannii var. corsicana), а на холодніших північних схилах, де домінує субальпійський клімат (Dsc за класифікацією Кеппена), основу лісів складають білі ялиці (Abies alba) та звичайні буки (Fagus sylvatica). На найвищих висотах розташовані субальпійські чагарники, де зростає зелена вільха (Alnus viridis), звичайний яловець (Juniperus communis subsp. alpina) та явір (Acer pseudoplatanus). Подекуди зустрічаються реліктові ліси — звичайного дуба (Quercus robur) у прибережних заплавах, іспанського яловця (Juniperus thurifera) у скелястих каньйонах та повислої берези (Betula pendula) на найвищих гірських вершинах.
Рівень рослинного ендемізму в цьому екорегіоні становить приблизно 12 % (296 видів із 2524 видів квіткових рослин). Ендемічна флора поширена по всьому висотному градієнту. На середніх висотах ростуть такі ендемічні види, як цибуля дрібноквіткова (Allium parciflorum), дрік корсиканський (Genista corsica) і ацис рожевий (Acis rosea), на великих висотах — вільха серцеподібна (Alnus cordata), анаррінум корсиканський (Anarrhinum corsicum), сантоліна корсиканська (Santolina corsica), фіалка корсиканська Viola corsica, рута корсиканська (Ruta corsica) і коростянка корсиканська (Scabiosa corsica). В альпійській зоні понад половину видів становлять ендеміки, такі як пахучка корсиканська (Clinopodium corsicum), незабудка корсиканська (Myosotis corsicana) і фіалка арджентерська (Viola argenteria).

## Фауна
Екорегіон вирізняється значним фауністичним розмаїттям, хоча ендемічних видів небагато. В лісах присутні рідкісні ендемічні муфлони (Ovis aries musimon). Єдина існуюча популяція ендемічних корсиканських благородних оленів (Cervus elaphus corsicanus), які перебувають під загрозою зникнення, є результатом реінтродукції з Сардинії.
Гірські ліси Корсики також є місцем проживання великої кількості птахів. Особливе значення мають ендемічний корсиканський повзик (Sitta whiteheadi), який чудово пристосований до життя у перестійних лісах корсиканських сосен, а також різні види рідкісних хижих птахів, таких як ягнятники (Gypaetus barbatus), та інших палеарктичних птахів.
У хвойних і широколистяних гірських лісах зустрічаються деякі ендемічні види земноводних, наприклад корсиканська саламандра (Salamandra corsica), корсиканська строката жаба (Discoglossus montalentii) та корсиканський тритон (Euproctus montanus). Плазуни регіону є типовими для інших подібних гірських лісових систем Середземномор'я. Зокрема, в екорегіоні зустрічаються карликові кілюваті ящірки (Algyroides fitzingeri), тирренські стінні ящірки (Podarcis tiliguerta) та італійські стінні ящірки (Podarcis siculus).

## Збереження
Екорегіон зберіг більшу частину первісного лісового покриву. Через важкодоступність гірських масивів в них збереглися важливі та великі праліси, в яких можна знайти дуже давні екземпляри корсиканської сосни віком 800-1000 років.
Корсика є відносно слабо заселеним островом: її популяція становить лише 351,255 осіб, переважно розселених вздовж узбережжя. Проте випасання худоби та лісівництво значно змінили структуру лісів. Суцільні вирубки призвели до появи одновікових насаджень з дуже малою кількістю старих дерев та бідним підліском.
Оцінка 2017 року показала, що 2829 км², або 78 % екорегіону, є заповідними територіями. Основною природоохоронною територією є Корсиканський регіональний природний парк.